# Pignolata
Pignolata (Siciliano: Pignulata) es un tipo de postre de origen siciliano (de la ciudad de Mesina) muy común también en Calabria (ciudad de Regio). Se encuentra también en el área calabresa de Capo d'Armi hasta Cannitello. Se trata de un dulce de carnaval que se suele presentar glaseado en dos colores: oscuro (recubiertos de chocolate) y claro (cremas de limón o bergamota).

## Historia
Este postre deriva directamente de la pignolata al miele, que proporcionó su fundamento para ser recubierto con miel, versión todavía muy extendida en las ciudades de la montaña de la provincia. El recubrimiento de la pignolata nació durante el período de dominación española de Sicilia (Reino de las Dos Sicilias), cuando las familias nobles intentaron mejorar la antigua receta de los «pobres» haciendo que la cubierta tuviera una crema de chocolate o limón. En la actualidad, la pignolata a lo largo de los siglos se ha extendido en toda la zona del estrecho, y ha llegado a ser el más popular de los postres típicos de la zona. Se produce en grandes cantidades para la exportación en Italia y en el extranjero, y ha llegado a Argentina y a Uruguay en manos de inmigrantes en el siglo XX.